# Jens Kiefer
Jens Kiefer (* 9. November 1974 in St. Ingbert) ist ein deutscher Fußballtrainer.

## Werdegang

### Spieler
Kiefer lief während seiner aktiven Zeit für die saarländischen Vereine SV Elversberg und Borussia Neunkirchen in der Regionalliga West/Südwest und Oberliga Südwest auf. Auch war er Spieler beim pfälzischen Verein FK Pirmasens.

### Trainer
Nach Ende seiner Spielerlaufbahn blieb Kiefer zunächst bei Borussia Neunkirchen und trainierte die 2. Mannschaft sowie die U-17-Mannschaft. Nachdem er auch beim 1. FC Saarbrücken den Nachwuchs gecoacht hatte, wurde Kiefer 2008 beim FC 08 Homburg eingestellt. Nach einer erfolgreichen Saison 2008/09 (2. Platz) schaffte Kiefer in der Folgesaison mit seiner Mannschaft den Aufstieg in die Regionalliga West. Anschließend verließ er Homburg und wurde bei der SV Elversberg eingestellt. Zunächst trainierte er die zweite Mannschaft. Im Oktober 2011 wurde Kiefer schließlich Trainer der ersten Mannschaft, die er in der Saison 2012/13 zum Aufstieg in die 3. Liga führte. Am 22. August 2013 gab Jens Kiefer seinen Rücktritt zum 24. August nach dem Spiel gegen den Halleschen FC bekannt. Er begründete diesen Schritt mit seiner Doppelbelastung, parallel die vom DFB für die 3. Liga vorgeschriebene Trainerlizenz erwerben zu müssen. Als seinen Nachfolger verpflichtete der Verein den ehemaligen Profi Dietmar Hirsch.
Am 18. März 2014 übernahm Kiefer das Amt des Cheftrainers bei Eintracht Trier in der Regionalliga Südwest. Nach dem Ende der Saison erhielt Kiefer ein Angebot des FC 08 Homburg zur Saison 2014/15. Durch eine Ablöse des FC Homburg an die Trierer Eintracht wurde Kiefers Vertrag aufgelöst und er unterschrieb einen Vertrag bis 2017 beim FC Homburg. 
Nach zwei einstelligen Tabellenplätzen und des Gewinns des Saarlandpokals im Jahre 2016 wurde Kiefer aufgrund anhaltender Erfolglosigkeit am 14. April 2017 in Homburg entlassen.
Am 12. Januar 2018 wurde Kiefer als neuer Trainer der U17 des 1. FC Kaiserslautern vorgestellt. Er sollte die Mannschaft bis Saisonende übernehmen. Jedoch wurde er bereits nach rund zwei Monaten beurlaubt, nachdem die SV Elversberg wenige Tage zuvor verkündete, Kiefer werde zur kommenden Spielzeit die A-Junioren übernehmen und dem dortige Nachwuchsleistungszentrum Saar als Gesamtleiter vorstehen.
Zur Saison 2021/22 wurde Kiefer beim Halleschen FC Leiter der Nachwuchsabteilung. Ende Januar 2023 wurde er nach der Trennung von André Meyer Interimstrainer der Drittligamannschaft. Er betreute die Mannschaft bei einer 1:7-Niederlage bei Dynamo Dresden und einer 1:3-Niederlage gegen die zweite Mannschaft des SC Freiburg, ehe Sreto Ristić als neuer Cheftrainer verpflichtet wurde.

## Erfolge
- Aufstieg mit dem FC Homburg in die Regionalliga West (2010)
- Aufstieg mit der SV Elversberg in die 3. Liga (2013)
- Gewinn des Saarlandpokals mit dem FC Homburg (2016)

## Privates
Jens Kiefer ist verheiratet, hat zwei Kinder und lebt im saarländischen Spiesen. Seit März 2016 ist er neben seinem Traineramt in Homburg 1. Vorsitzender des saarländischen Fußball-Bezirksligisten SV Borussia 09 Spiesen.